# 地域医療機能推進機構三島総合病院
地域医療機能推進機構三島総合病院（ちいきいりょうきのうすいしんきこうみしまそうごうびょういん、英語: Japan Community Health care Organization Mishima General Hospital）は、静岡県三島市にある医療機関である。地域医療機能推進機構が運営する病院の一つである。通称JCHO三島総合病院（ジェイコーみしまそうごうびょういん）。

## 沿革
- 1946年（昭和21年）1月1日 - 三島社会保険病院が開院
- 2014年（平成26年）4月1日 - 三島市街中心から箱根山西麓に新築移転、JCHO三島総合病院に改称し供用開始

## 診療科
- 内科
- 腎臓内科
- 呼吸器科
- 消化器科
- 循環器科
- 糖尿病代謝内科
- 総合内科
- 外科
- 乳腺外科
- 整形外科
- 脳神経外科
- 泌尿器科
- 産婦人科
- 眼科
- 耳鼻咽喉科
- 放射線科
- 麻酔科

診療施設（センター）
- 健康管理センター
- リハビリテーションセンター

診療協力部門
- 看護部
- 地域連携室

併設施設
- 三島総合病院附属介護老人保健施設「サンビューみしま」

## 医療機関の指定等
- 厚生労働省認定臨床研修指定病院
- 静岡県臓器移植モデル病院
- 救急告示医療機関
- 災害拠点病院(地域災害医療センター)指定施設

## 交通アクセス
- JR東海道本線、東海道新幹線「三島駅」南口と三島総合病院の間に病院提供・無料送迎バスあり。
- JR三島駅南口より、東海バスを利用 三島総合病院下車、約25分。またはタクシー乗車 約20分。
- 伊豆箱根鉄道・三島田町駅と、三島総合病院の間にも無料シャトルバスあり。